# Zbór Kościoła Adwentystów Dnia Siódmego w Olsztynie
Zbór Kościoła Adwentystów Dnia Siódmego w Olsztynie – zbór adwentystyczny w Olsztynie, należący do okręgu warmińsko-mazurskiego diecezji wschodniej Kościoła Adwentystów Dnia Siódmego w RP.
Pastorem zboru jest kazn. sen. Adam Ples. Nabożeństwa odbywają w kościele przy ul. Gdyńskiej 2a każdej soboty o godz. 10.00.